# Ottfried von Bendeleben
Ottfried von Bendeleben (* 30. Juni 1836 in Bendeleben, Schwarzburg-Sondershausen; † 3. Januar 1908 in Santa Rosa, Kalifornien) war ein Teilnehmer und der spätere Leiter der Western Telegraph Expedition, die zwischen 1865 und 1867 die Vermessung und kartographische Darstellung der Seward-Halbinsel im Nordwesten Alaskas zur Aufgabe hatte. Er fand 1865 erstmals Gold in Alaska. Nach ihm sind die bis zu 1137 m hohen Bendeleben Mountains benannt.

## Kindheit und Jugend
Ottfried von Bendeleben war Angehöriger der Freiherren von Uckermann-Bendeleben und der zweite von drei Söhnen von Otto Friedrich Freiherr von Uckermann-Bendeleben (1804–1855) im thüringischen Bendeleben. Seine Mutter war Eliza von Uckermann-Bendeleben, geborene Powell of Banlahan. Nach der Scheidung seiner Eltern und dem Verkauf des Schlosses in Bendeleben wanderte Ottfried von Bendeleben zusammen mit seinem Vater und den beiden Brüdern Melchior und Lothar nach Amerika aus. Der Name des Vaters befindet sich zumindest auf der Passagierliste des Fregattschiffes „George Washington“, die am 19. Oktober 1847 den Hafen von Bremen verließ. Der neue Wohnort der Familie war San José in Kalifornien, wo sein Vater eine 748 ha große Ranch aufbaute, Rinder züchtete und Wein anbaute. Die Ranch wurde nach dem Tod des Vaters am 12. November 1855 an den späteren Gouverneur Kaliforniens, Robert Field Stockton, verkauft. Die unmündigen Bendeleben-Brüder wohnten jedoch noch weitere Jahre auf der Stockton-Ranch. Ottfried von Bendeleben siedelte später nach San Francisco über und arbeitete dort, laut Wählerverzeichnis, als Angestellter.

## Western Telegraph Expedition
Als Angehöriger der Marine und Sekretär von Captain S. Bukley, dem Chefingenieur der Western Telegraph Expedition, trat er am 12. Juli 1865 auf dem Dampfer „George S. Wright“ die Überfahrt nach Alaska an. Während der Fahrt wurde Ottfried von Bendeleben als First-Lieutenant in die Expeditionsmannschaft aufgenommen. Die Expedition hatte den Bau einer Überland-Telegrafenleitung von den Vereinigten Staaten über Russland nach Europa zum Ziel. Ottfried von Bendeleben leitete im Gebiet der späteren Seward-Halbinsel die Vermessungsarbeiten für den günstigsten Streckenverlauf der Telegrafenleitung. Nach dem Tod des wissenschaftlichen Leiters Major Robert Kennicott, übernahm von Bendeleben die Leitungsfunktion. Trotz Misslingen der Expedition wurden durch die Erkundung des Gebietes erste wertvolle Daten zur Geologie, Flora und Fauna von Alaska gewonnen. Nach Collier (1908) soll es Ottfried von Bendeleben gewesen sein, der 1865 erstmals in Alaska Gold fand. Als Fundort wird ein Nebenfluss des Niukluk River genannt.

## Nach der Expedition
Nach Abbruch der Expedition durch die Western Telegraph Company kehrte Ottfried von Bendeleben nach Kalifornien zurück, wo er sich in Santa Rosa (Sonoma County) Land kaufte, eine Ranch aufbaute und Augusta Wetzlar heiratete. Aus der Ehe ging sein Sohn Alfred hervor (* März 1869 in Santa Rosa). Spätestens seit 1879 lebte er in Santa Rosa. Nach einer Volkszählung von 1880 wohnte er in der East Street in Santa Rosa, war geschieden und arbeitete als Angestellter. Er lebte bis zu seinem Tod in Santa Rosa und ist auf dem Santa Rosa Rural Cemetery begraben.